# Да се живее
„Да се живее“ (на японски: 生きる) е японски трагикомичен филм от 1952 година, режисиран от Акира Куросава. Сценарият, написан от Куросава, Шинобо Хашимото и Хидео Огуни, е вдъхновен от разказа на Лев Толстой „Смъртта на Иван Илич“. Главната роля на общински чиновник, изправен пред търсенето на смисъла на живота си, се изпълнява от Такаши Шимура.

## Сюжет
Действието се развива в Токио в средата на 20 век. Канджи Ватанабе (Такаши Шимура) е възрастен мъж, който в продължение на 30 години заема скучна чиновническа длъжност. Съпругата му е починала, а синът и снаха му, които живеят с него, изглежда се интересуват главно от неговата пенсия и бъдещото си наследство.
След като научава, че е болен от рак на стомаха и му остават месеци живот, Ватанабе се опитва да осмисли предстоящата смърт. Той се опитва да каже на сина си за своята болест, но се отказва, след като той не му обръща внимание. След това прави опит да намери изход в токийския нощен живот, но бързо осъзнава, че това не е решение.
Ватанабе среща случайно една своя подчинена, която насочва търсенията му в друга посока. Привлечен от нейния ентусиазъм и жизнерадостност, той ѝ разкрива желанието си да изживее един ден в подобно младежко безгрижие. Тя му обяснява, че щастието ѝ се дължи на новата ѝ работа, в която прави играчки, а това я кара да се чувства, като че ли си играе с всяко дете на Япония.
Вдъхновен от този пример, Ватанабе решава да посвети остатъка от живота си, извършвайки поне едно полезно действие в своята работа. С голяма упоритост той се заема да преодолее инерцията на общинската бюрокрация, за да бъде превърната помийна яма в беден квартал в нова детска площадка. Неговите усилия са представени ретроспективно в последната трета на филма, чрез спомените на различни хора на траурната церемония след смъртта му. Сред тях са политици, висши чиновници и негови колеги от общината, както и хора от квартала с детската площадка.

## В ролите
- Такаши Шимура като Канджи Ватанабе
- Шиничи Химори като Кимура
- Харуо Танака като Сакаи
- Минору Чиаки като Ногучи
- Бокузен Хидари като Охара
- Мики Одагири като Тойо Одагири, служителя
- Каматари Фудживара като Йоно, началника на отдела
- Нобуо Накамура като заместник-кмета
- Йоносуке Итьо като новелиста
- Миносуке Ямада като чиновника Сайто
- Каматари Фудживара като Оно, началника на другия отдел
- Макото Кобори като Киичи Ватанабе, брата на Канджи
- Нобуо Канеко като Мицуо Ватанабе, сина на Канджи
- Ацуши Ватанабе като пациента
- Норико Хонма като домакинята

## Награди и номинации
- Специална награда на Берлинския сенат за Акира Куросава от Международния кинофестивал в Берлин през 1954 година.
- Награда Кинема Джъмпо за най-добър филм от 1953 година.
- Награда от филмовия конкурс Маиничи за най-добър филм от 1953 година.
- Награда от филмовия конкурс Маиничи за най-добър сценарий на Шинобо Хашимото, Акира Куросава и Хидео Огуни от 1953 година.
- Награда от филмовия конкурс Маиничи за най-добра музика на Фумио Хаясака от 1953 година.
- Номинация за БАФТА за най-добър чуждестранен актьор на Такаши Шимура от 1960 година.[1]